# USS Rich (DD-820)
USS Rich (DD-820/DDE-820) là một tàu khu trục lớp Gearing được Hải quân Hoa Kỳ chế tạo vào giai đoạn cuối Chiến tranh Thế giới thứ hai. Nó là chiếc tàu chiến thứ hai của Hải quân Mỹ được đặt theo tên Trung úy Hải quân Ralph McMaster Rich (1916–1942), phi công thuộc Phi đội Tiêm kích 6 (VF-6) trên tàu sân bay USS Enterprise (CV-6) vốn đã tử trận trong trận Midway và được truy tặng Huân chương Chữ thập Hải quân. Hoàn tất khi chiến tranh đã kết thúc, con tàu tiếp tục phục vụ trong giai đoạn Chiến tranh Lạnh và Chiến tranh Việt Nam cho đến khi ngừng hoạt động năm 1977 và bị tháo dỡ năm 1979. Rich được tặng thưởng ba Ngôi sao Chiến trận do thành tích phục vụ trong Chiến tranh Việt Nam.

## Thiết kế và chế tạo
Rich được đặt lườn tại xưởng tàu của hãng Consolidated Steel Corporation ở Orange, Texas vào ngày 16 tháng 5 năm 1945. Nó được hạ thủy vào ngày 5 tháng 10 năm 1945; được đỡ đầu bởi bà Ralph McMaster Rich, vợ góa Trung úy Rich, và nhập biên chế vào ngày 3 tháng 7 năm 1946 dưới quyền chỉ huy của Hạm trưởng, Trung tá Hải quân R. C. Houston.

## Lịch sử hoạt động
Sau khi hoàn tất chạy thử máy tại vùng biển Caribe, Rich khởi hành từ Norfolk, Virginia vào cuối tháng 10 năm 1946 cho một chuyến đi sang khu vực Địa Trung Hải, và trải qua phần lớn thời gian từ tháng 12 năm 1946 đến tháng 3 năm 1947 tuần tra tại Đại Tây Dương. Quay trở về Hoa Kỳ vào tháng 3, nó được cải biến tại Xưởng hải quân New York cho vai trò chuyên biệt chống tàu ngầm, rồi gia nhập Đệ Nhị hạm đội. Trong những năm 1948 và 1949, nó hoạt động trong thành phần một đội tìm-diệt tàu ngầm đặt căn cứ tại Key West, Florida, phục vụ cho việc phát triển chiến thuật chống tàu ngầm.
Vào tháng 8 năm 1949, Rich vượt Đại Tây Dương thực hiện một chuyến viếng thăm ngắn đến Cherbourg, Pháp, rồi quay trở về tiếp tục các hoạt động thường lệ tại vùng bờ Đông và vùng biển Caribe. Nó được xếp lại lớp như một tàu khu trục hộ tống và mang ký hiệu lườn mới DDE-820 vào tháng 3 năm 1950, rồi đến mùa Thu năm đó lại đi sang khu vực Địa Trung Hải để tập trận cùng Đệ Lục hạm đội trong một tháng. Sang tháng 1 năm 1951, nó cơ động tập trận tại vùng biển Caribe, và đến tháng 2 đã đi vào Xưởng hải quân Philadelphia để đại tu.
Trong phần lớn thời gian những năm 1950 và 1960, Rich tiếp tục một nhịp độ hoạt động tương tự, luân phiên các hoạt động huấn luyện và bảo trì tại vùng bờ Đông Hoa Kỳ và Canada cũng như vùng biển Caribe với những lượt biệt phái sang Địa Trung Hải và Bắc Âu. Ngoài những lượt tập trận phối hợp cùng hải quân các nước Khối NATO, nó đã hoạt động cùng Đệ Lục hạm đội tại khu vực Đông Địa Trung Hải nhân vụ Khủng hoảng kênh đào Suez năm 1956, rồi hai năm sau đó lại tham gia vào hoạt động can thiệp tại Beirut, Liban do xung đột sắc tộc và tôn giáo tại đây dẫn đến nguy cơ nội chiến.
Khi phục vụ cùng Đệ Nhị hạm đội, Rich hoạt động cùng một đội tìm-diệt tàu ngầm, vốn đã được bố trí dọc theo tuyến đường bay của Tổng thống John F. Kennedy (lúc đó còn là một thượng nghị sĩ), nhân chuyến viếng thăm hữu nghị của ông đến Nam Mỹ vào năm 1960. Đến năm 1961, nó tham gia vào Chương trình Mercury và phục vụ vào việc thu hồi tàu không gian Friendship 7, vốn đã đưa John Glenn, người Mỹ đầu tiên, lên quỹ đạo không gian. Khi xảy ra vụ Khủng hoảng tên lửa Cuba, do Liên Xô bố trí tên lửa đạn đạo mang đầu đạn hạt nhân tại Cuba, buộc Tổng thống Kennedy phải ra lệnh phong tỏa hòn đảo Trung Mỹ này; chiếc tàu khu trục đã tham gia lực lượng hải quân để ngăn chặn và khám xét tàu bè từ ngày 25 tháng 10 đến ngày 25 tháng 11 năm 1962.
Rich đã đi vào xưởng tàu vào năm 1963 cho một đợt nâng cấp kéo dài 10 tháng trong khuôn khổ Chương trình Hồi sinh và Hiện đại hóa Hạm đội (FRAM: Fleet Rehabilitation and Modernization), nơi nó được sửa chữa và nâng cấp để kéo dài vòng đời hoạt động. Nó cũng được bổ sung những vũ khí chống ngầm mới: tên lửa RUR-5 ASROC và máy bay trực thăng không người lái Gyrodyne QH-50 DASH, cùng hầm chứa máy bay trực thăng và sàn đáp để nâng cao năng lực chống ngầm của con tàu. Sau khi rời xưởng tàu, nó tiếp tục hoạt động cùng Lực lượng Chống tàu ngầm Hạm đội Đại Tây Dương vào năm 1964. Một năm sau đó, nó lại được phái đi hỗ trợ cho Chương trình Gemini, một dự án không gian khác của NASA, khi nó phục vụ vào việc thu hồi các tàu không gian Gemini 3 vào tháng 3 và Gemini IV vào tháng 6 năm 1965.
Vào năm 1968, lượt hoạt động của Rich tại Đại Tây Dương và Địa Trung Hải bị dừng lại khi con tàu được điều động tham gia cuộc Chiến tranh Việt Nam. Từ ngày 13 tháng 5 đến ngày 20 tháng 7, nó phục vụ hộ tống bảo vệ và canh phòng máy bay cho các tàu sân bay trong vịnh Bắc Bộ. Đến cuối tháng 7, nó hoạt động tìm kiếm và giải cứu ngoài khơi bờ biển Bắc Việt Nam và tiếp tục nhiệm vụ này cho đến tháng 9. Chiếc tàu khu trục chuyển sang nhiệm vụ bắn hải pháo hỗ trợ cho cuộc chiến trên bộ của binh lính Nam Việt Nam và Thủy quân Lục chiến Hoa Kỳ tại khu vực trách nhiệm của Quân đoàn 1 về phía Nam khu phi quân sự từ ngày 21 tháng 9 đến ngày 1 tháng 10, rồi lên đường quay trở về Hoa Kỳ.
Rich về đến Norfolk vào ngày 5 tháng 11. Sáu tháng sau, vào tháng 5, 1969, nó có mặt tại Đại Tây Dương để tham gia một dự án không gian khác, lần này là tàu không gian Apollo X. Sau khi hoàn thành nhiệm vụ, nó quay trở về nhằm chuẩn bị cho một lượt phục vụ cùng Lực lượng Trung Đông. Lên đường vào ngày 3 tháng 7, nó hoạt động tại khu vực Ấn Độ Dương cho đến tháng 12, và quay trở về Norfolk vào ngày 21 tháng 1, 1970. Con tàu được đại tu trong mùa Xuân và mùa Hè 1970, rồi sang mùa Thu lại hoạt động cùng Đệ Nhị hạm đội. Đến tháng 12, nó lại chuẩn bị để phục vụ cùng Đệ Lục hạm đội, rồi lên đường vào ngày 22 tháng 2, 1971 và hoạt động tại Địa Trung Hải trong năm tháng tiếp theo. Nó quay trở về vùng bờ Đông vào ngày 23 tháng 7, và tiếp tục hoạt động thường lệ tại chỗ từ Norfolk cho đến ngày 17 tháng 10, khi nó lên đường đi sang Viễn Đông. Đi đến vịnh Subic, Philippines vào ngày 18 tháng 11, con tàu lại tham gia cuộc Chiến tranh Việt Nam trong ba tháng trước khi lên đường quay trở về nhà, về đến Norfolk vào ngày 23 tháng 3, 1973.
Từ tháng 9, 1973, Rich trở thành một tàu huấn luyện cho Hải quân Dự bị Hoa Kỳ, đặt căn cứ tại Philadelphia, Pennsylvania, và trong bốn năm tiếp theo nó luân phiên các chuyến đi huấn luyện cho nhân sự hải quân dự bị, xen kẻ với những đợt đại tu và bảo trì. Vào ngày 12 tháng 7, 1977, đang khi trên đường đi trong vùng biển Caribe, một trục trặc về bánh lái đã khiến nó mắc tai nạn va chạm với tàu chở dầu Caloosahatchee (AO-98). Con tàu bị hư hại nặng bên mạn trái suốt từ giữa tàu cho đến gần hết đuôi tàu.
Được xem là không còn phù hợp để tiếp tục phục vụ, Rich được cho xuất biên chế vào ngày 10 tháng 11, 1977. Tên nó được cho rút khỏi danh sách Đăng bạ Hải quân vào ngày 15 tháng 12, 1977, và con tàu được bán cho hãng Union Minerals and Alloys Corporation tại New York vào ngày 5 tháng 12, 1979 để tháo dỡ.

## Phần thưởng
Rich được tặng thưởng ba Ngôi sao Chiến trận do thành tích phục vụ trong Chiến tranh Việt Nam.